# Мертвий півень '93
Мертвий півень '93 — студійний альбом українського рок-гурту Мертвий півень. Виданий 1993 року.

## Список пісень
1. Ранок француза
2. Річка
3. Good Time
4. Коло
5. Йосифа Кун. Дух
6. Літо буде
7. Київський триптих
8. Фаустове свято. Ніч
9. Алкохоку
10. Колискова для Назара
11. Ваня Каїн
12. Осіннє
13. Зелене
14. Вона
15. Як багато суперзірок